# Verein der erwerbenden Frauen Meran
Der Meraner Frauen-Erwerb-Verein war ein 1913 von Frauen in Meran gegründeter Verein, der sich für das Frauenwahlrecht in Österreich einsetzte.

## Geschichte
Vorbild für die Gründung des Vereins im Frühjahr 1913 war der Wiener Frauen-Erwerb-Verein. Zu den Meraner Gründungsmitgliedern gehörten Emmy Ludolph, Therese Bernardi sowie weitere Frauen mit Nachnamen Püschl und Baumgartner.
Emmy Ludolph (auch Ludolph-Meyer), die zur ersten Präsidentin bestimmt wurde, organisierte in Meran vierzehntäglich abgehaltene Vereinsabende, Vorträge und kostenlose Abendkurse für berufstätige Frauen und Mädchen ab 14 Jahren, meist im Vereinslokal in der Gemeindeschule Untermais.
Im Kriegssommer 1914 besorgte der Verein die Einrichtung und Leitung des Kindergartens in Untermais, der als Kriegs-Kinderfürsorgestelle bald aufblühte. Im Herbst 1914 führten die „arbeitenden Frauen“ die Volksküche für den Kurbezirk Meran, lasen den Verwundeten in den Spitälern Briefe vor und halfen beim Briefeschreiben, organisierten Kleider- und Liebesgabensammlungen für Flüchtlinge und schufen eine Notnähschule im Kriege, eine Strick- und Nähschule für zirka 30 arbeitslose Frauen. Der Verein organisierte ferner einen Diskussionsabend zum Thema „Die Frauen und der Krieg“ mit der Frauenrechtlerin und Pionierin der Sozialarbeit, Li Fischer-Eckert (1882–1942) und führte ein alkoholfreies Speisehaus.